# Reutoträsket
Reutoträsket är en sjö i Sorsele kommun i Lappland och ingår i Umeälvens huvudavrinningsområde. Sjön är 13,3 meter djup, har en yta på 2,52 kvadratkilometer och befinner sig 294,9 meter över havet. Sjön avvattnas av vattendraget Näresbäcken.

## Delavrinningsområde
Reutoträsket ingår i det delavrinningsområde (725405-159977) som SMHI kallar för Utloppet av Reutoträsket. Medelhöjden är 342 meter över havet och ytan är 23,99 kvadratkilometer. Räknas de 3 avrinningsområdena uppströms in blir den ackumulerade arean 69,91 kvadratkilometer. Näresbäcken som avvattnar avrinningsområdet har biflödesordning 4, vilket innebär att vattnet flödar genom totalt 4 vattendrag innan det når havet efter 268 kilometer. Avrinningsområdet består mestadels av skog (73 procent). Avrinningsområdet har 2,61 kvadratkilometer vattenytor vilket ger det en sjöprocent på 10,9 procent.